# Regionalpolitik
Als Regionalpolitik (auch: regionale Wirtschaftspolitik, regionale Strukturpolitik) wird derjenige Bereich der Wirtschaftspolitik einer Gebietskörperschaft bezeichnet, der sich mit der Wirtschaftsstruktur von Teilregionen innerhalb des jeweiligen Gebiets (bzw. dessen Wirtschaftsraums) befasst. Sie umfasst dabei sowohl die Steuerung regionaler Entwicklungen durch eine übergeordnete Instanz (zentrale Regionalpolitik) als auch die Politik der Regionen selbst (endogene Regionalpolitik). Die lokal ausgerichtete kommunale Standortpolitik wird hingegen nicht zur Regionalpolitik i. e. S. hinzugerechnet.
Traditionell kommt dabei der interventionistisch orientierten, nach dem Prinzip der Kohäsion Disparitäten innerhalb eines Gebiets ausgleichenden Regionalpolitik der Hauptanteil zu. Daneben tritt jedoch etwa seit Ende der 1970er-Jahre in zunehmendem Maß das Konzept der innovationsorientierten Regionalpolitik, in der Regionen als eigenständige wirtschaftliche Akteure aufgefasst werden.